# Ulica Szpalerna w Petersburgu

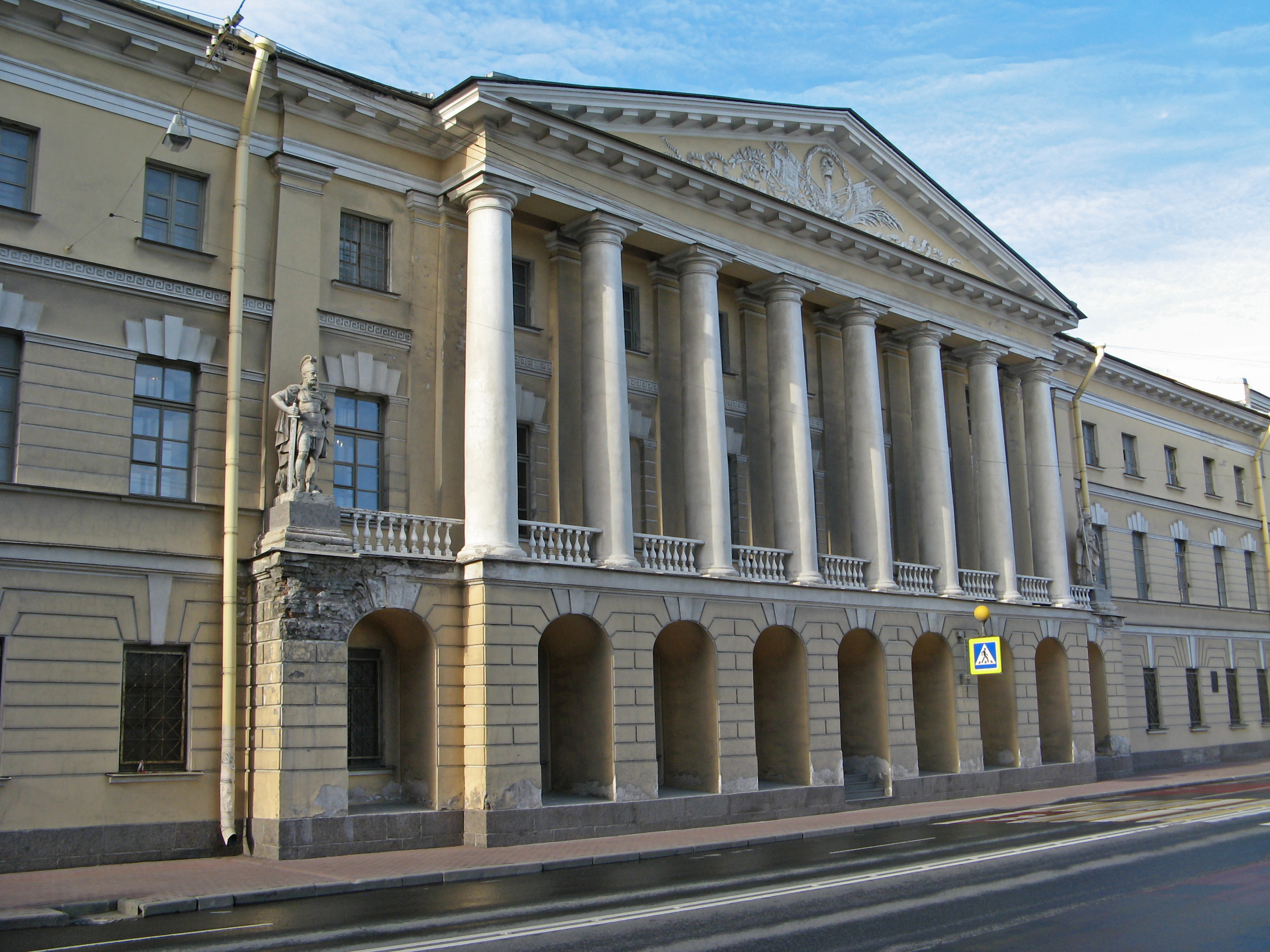
Koszary Pułku Kawalergardów, nr 41

Ulica Szpalerna w Petersburgu (ros. Шпалерная улица – Szpalernaja ulica) – ulica w rejonie centralnym Petersburga. Rozpoczyna swój bieg od skrzyżowania z ulicą Gagarinską, kończy – na Placu Rastrellego.

## Historia

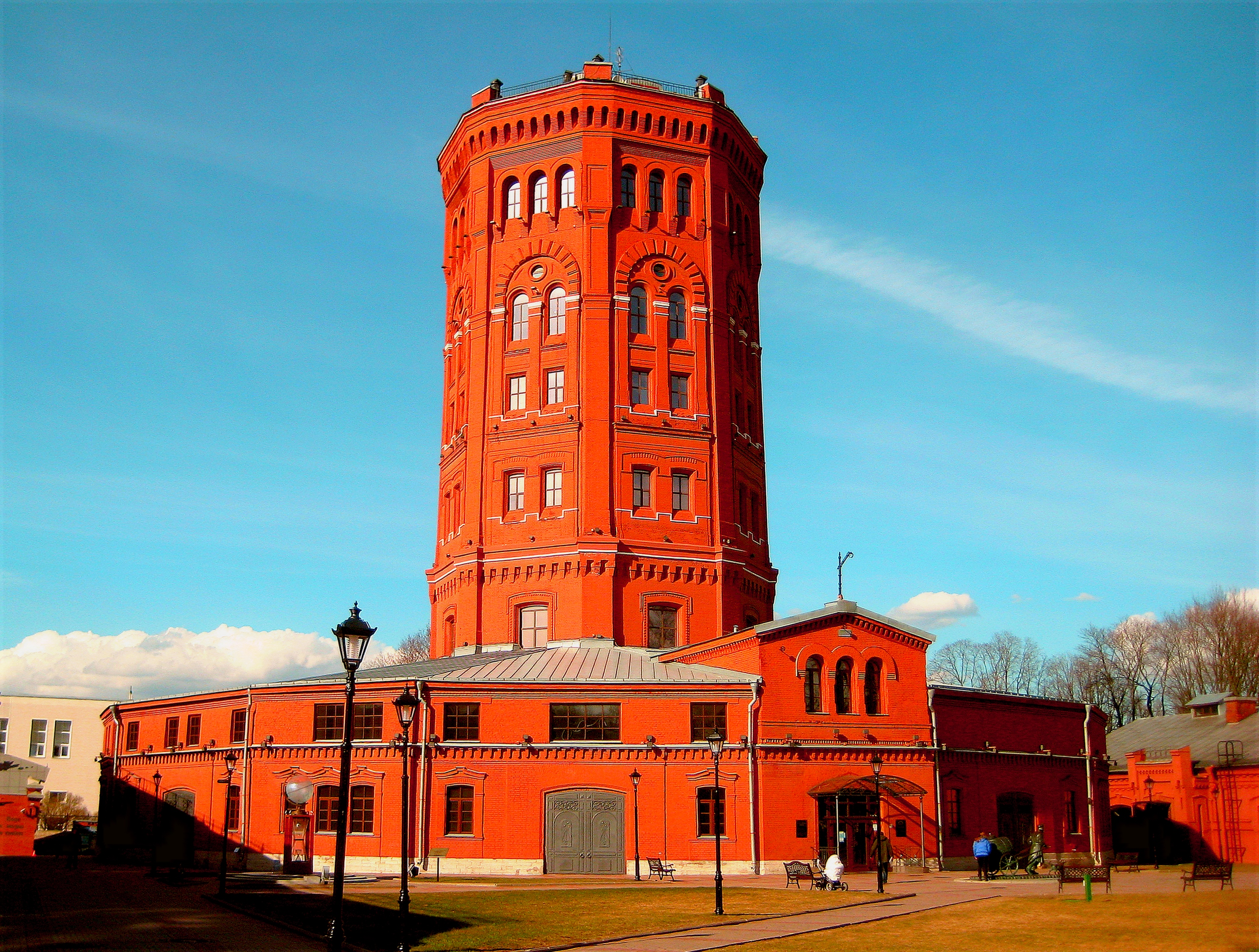
Wieża ciśnień

Ulica została wytyczona przed 1727 r. i nosiła początkowo nazwę Pierwszej Linii. Jeszcze w XVIII w. jej nazwę zmieniono najpierw na 1 Bieriegową, a pod koniec stulecia – na Woskriesienską (Zmartwychwstania Pańskiego), od noszącego podobne wezwanie soboru Smolnego położonego u wylotu ulicy. Nazwa ulicy Szpalernej, pochodząca od położonej pod nr 9 Manufaktury Szpalernej, weszła do użytku w 1859 r. Po 1859 r. przy ulicy wzniesiono wieżę ciśnień i kompleks wodociągów miejskich. Na początku XIX w. wzdłuż ulicy wzniesiono szereg domów czynszowych. W 1918 r. nowym patronem ulicy został rewolucjonista Iwan Woinow, który rok wcześniej zginął na tejże ulicy podczas kryzysu lipcowego. W okresie radzieckim (począwszy od lat 30. po lata 80.) cała zabudowa ulicy o wyższych numerach – od skrzyżowania z ul. Taurydzką do Placu Rastrellego – została całkowicie zmieniona, nie zachowały się żadne starsze budynki ani pierwotny układ parcel. Zburzono wówczas m.in. kompleks koszar policji położony we wschodniej części ulicy.
W 1991 r. została przywrócona nazwa przedrewolucyjna.

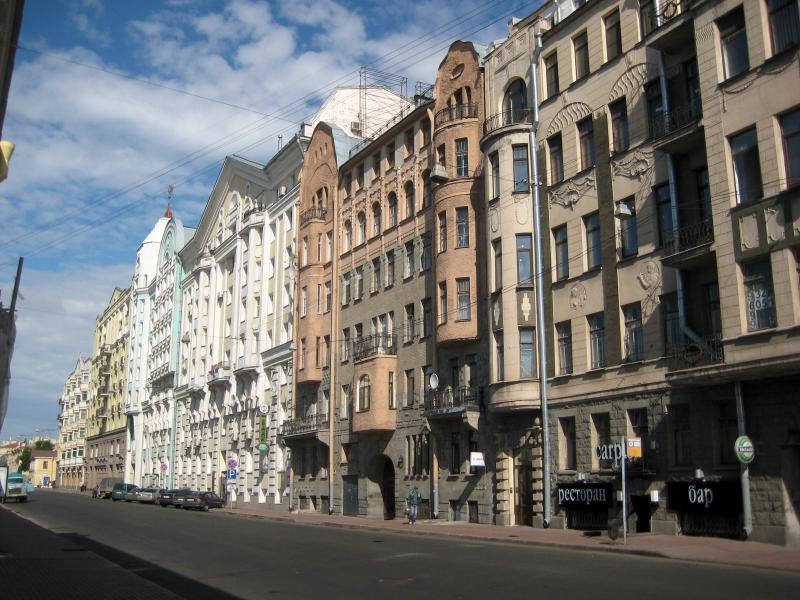
Kamienice z pocz. XX w.

## Znaczące obiekty
- dom czynszowy, wzniesiony w 1911 r. według projektu A. Piela, nr 5[2]
- dom czynszowy, wzniesiony w latach 1903–1904 według projektu P. Gilewa, nr 9[2]
- willa Aleksandra Szeriemietjewa, wzniesiona w XVIII w., przebudowana w latach 1883–1886 według projektu W. Turgieniewa, nr 18[2]
- areszt śledczy, wzniesiony w latach 1871–1875, nr 25 (narożnik ul. Szpalernej i Zacharjewskiej)[4]
- cerkiew Ikony Matki Bożej „Wszystkich Strapionych Radość”, wzniesiona w latach 1817–1818, nr 35a[2]
- kompleks maneżowo-koszarowy Pułku Kawalergardów Gwardii, wzniesiony w latach 1800–1806 według projektu Luigiego Ruski, siedziba Wojskowego Instytutu Inżynieryjno-Technicznego, nr 41–43[2]
- dom czynszowy, wzniesiony w 1907 r., według projektu S. Gingera, nr 44a[2]
- Pałac Taurydzki, nr 47[2]
- gmach miejskiego i obwodowego Zarządu Pogranicznego FSB, nr 62[3]
- pomnik Feliksa Dzierżyńskiego na wysokości nr 62[3]